# ダニー・クロファット
ダニー・クロファット（Danny Kroffat、本名：Philip Lafond、1961年9月16日 - ）は、カナダのプロレスラー。ケベック州モントリオール出身のフランス系カナダ人。

## 来歴
4年間キックボクシングを経験した後、カナダのジムにてブリティッシュ・ブルドッグスのダイナマイト・キッド&デイビーボーイ・スミスにスカウトされ、スチュ・ハートの「ハート・ダンジョン」にてミスター・ヒトのトレーニングを受け1983年にデビュー。フィル・ラフルール（Phil Lafleur）やレネ・ルージョー（Rene Rougeau）などのリングネームを用い、フランス系カナダ人のベビーフェイスとしてカルガリーやマリタイム地区で活動した。
1984年10月、旧UWF『ストロング・ウィークス』への参戦で初来日を果たし（リングネームの表記は「フィル・ラファイアー」）、スーパー・タイガー、前田日明、藤原喜明らと対戦した。
1980年代中盤からは、ジノ・ブリットやディノ・ブラボーが運営していた地元モントリオールのインターナショナル・レスリング（Lutte Internationale）を主戦場とし、1986年8月にトム・ジンクと組んでビル・アーウィン&ダニー・ジョンソンからカナディアン・インターナショナル・タッグ王座を奪取。その後、"ダンディ" ダン・クロファット（"Dandy" Dan Kroffat）と名乗ってプエルトリコのWWCに参戦、"ハングマン" ボビー・ジャガーズのパートナーとなってカウボーイ・ギミックのヒールに変身し、マークとクリスのヤングブラッド兄弟とカリビアン・タッグ王座を争った。
1988年10月、ダニー・クロファットの名義で全日本プロレス『ジャイアント・シリーズ』に来日、同時参戦していたダグ・ファーナスと意気投合して『カンナム・エクスプレス』を結成。1989年6月5日に日本武道館でサムソン冬木&川田利明（フットルース）を破りアジアタッグ王座を奪取。その後1990年3月2日、1991年4月20日、同年7月6日、1993年9月9日、計4度にわたり戴冠し、1990年代前半におけるアジアタッグ戦線の中心チームとなった。
1994年10月5日には世界タッグ王座に照準を合わすためにアジア王座を返上したものの、四天王やスタン・ハンセン、スティーブ・ウィリアムスなどのトップ勢には体格差もあり歯が立たず、壁を破れない状態が続いた。シングルでは1993年5月21日に札幌、1994年7月12日に鹿児島でいずれも渕正信を破り世界ジュニアヘビー級王座を奪取。以降小川良成らがタイトル戦線に食い込むまで渕に代わる「ジュニアの壁」として君臨した。
1996年10月の『ジャイアント・シリーズ』を最後に全日本プロレスを離れ、フィル・ラフォン（Phil LaFon）のリングネームでファーナスと共にWWFおよびECWで活動、1997年12月にはフル・ブラッデッド・イタリアンズのリトル・グイドー&トレイシー・スマザーズからECW世界タッグ王座を奪取した。その後ファーナスとのコンビを解消し、メキシコ、カナダのインディー団体を転戦した後、2000年の『世界最強タッグ決定リーグ戦』に藤原喜明とのコンビで参戦して全日本に再登場、2001年1月28日の東京ドーム大会にも出場したが、膝の怪我で全盛期の活躍は見られなかった。その後はアルバータ州エドモントンのモンスター・プロレスリングにてトレーナーを務めている。
なお、旧UWF来日時の1984年11月1日、新日本プロレスの東京都体育館大会におけるアントニオ猪木対ストロング・マシーン2号のシングルマッチの際、カルガリー時代からの間柄である若松市政と平田淳嗣の要請で覆面を被り、ストロング・マシーン3号に扮して2号のセコンドについたことがある。しかし、風邪で体重が10kgほど落ちていたため新日本プロレスへの登場はこれ1度きりとなり、ストロング・マシーンとして試合を行うことはなく、最終的にはヤス・フジイが正式に3号となった。

## 得意技
- タイガー・ドライバー - 三沢光晴のタイガー・ドライバーとは異なり、腕をダブルアームに固めたままの状態で開脚ジャンプして急角度で叩きつける。
- コブラクラッチ - キャリア前期に使用。
- カナディアン・ロッキー・バスター
- スーパーキック
- ニール・キック
- セントーン
- ダイビング・ボディ・プレス
- リバースDDT

## 獲得タイトル
インターナショナル・レスリング
- カナディアン・インターナショナル・タッグ王座：2回（w / トム・ジンク、アルマンド・ルージョー）[3]

WWC
- WWCカリビアン・タッグ王座：2回（w / ボビー・ジャガーズ）[4]
- WWC世界タッグ王座：1回（w / サム・ファトゥ）[9]

全日本プロレス
- アジアタッグ王座：5回（w / ダグ・ファーナス）[6]
- 世界ジュニアヘビー級王座：2回
- 時間差バイトロイヤル 優勝：1回 （2001年）

UWA
- UWA世界タッグ王座：2回（w / ダグ・ファーナス）[10]

ECW
- ECW世界タッグ王座：1回（w / ダグ・ファーナス）[7]